# 1913: Der Sommer des Jahrhunderts
1913: Der Sommer des Jahrhunderts ist ein Buch von Florian Illies. Es wurde erstmals am 23. Oktober 2012 im S. Fischer Verlag veröffentlicht und beschäftigt sich mit den teils politischen, vor allem aber kulturellen Ereignissen von 1913, dem Jahr vor dem Ausbruch des Ersten Weltkriegs.

## Inhalt

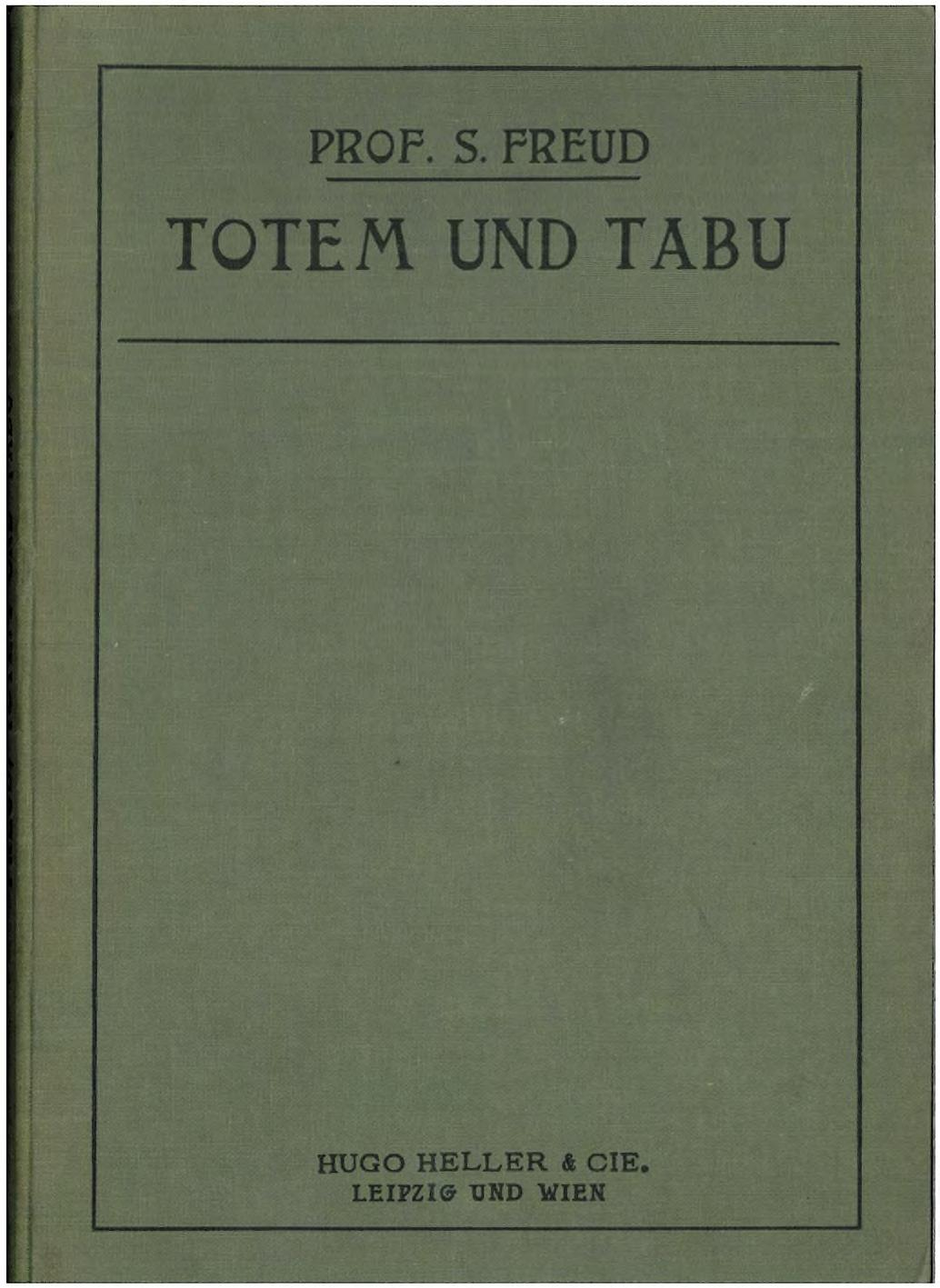
Das 1913 erschienene Buch Totem und Tabu von Sigmund Freud, über dessen Entstehung in 1913: Der Sommer des Jahrhunderts unter anderem berichtet wird.

Florian Illies berichtet in Abschnitten, die meist aus wenigen Seiten, teilweise sogar nur aus einem einzigen Satz bestehen, von den Ereignissen des Jahres 1913. Hauptsächlich konzentriert er sich dabei auf gesellschaftliche Vorgänge und Anekdoten, die er in der Gegenwartsform erzählt und ironisch kommentiert. Vor allem Biographisches, insbesondere über Maler und Literaten, und der Kunstbetrieb stehen im Mittelpunkt seines Interesses. Relativ viel Raum widmet Florian Illies den Beziehungen von Oskar Kokoschka zu Alma Mahler, von Franz Kafka zu Felice Bauer, von Sigmund Freud zu Carl Gustav Jung, von Rainer Maria Rilke zu Sidonie Nádherná, von Gottfried Benn zu Else Lasker-Schüler, von Karl Kraus zu Franz Werfel sowie von Heinrich zu Thomas Mann, und James Joyce.
Das Buch ist in Kapitel aufgeteilt, die jeweils einem Monat des Jahres entsprechen und denen ein Bild (oft das Foto eines zeitgenössischen Gemäldes) vorangestellt ist.

## Rezeption
1913: Der Sommer des Jahrhunderts, erschienen am 25. Oktober 2012, erreichte bereits am 12. November 2012 Platz 4 der Bestsellerliste Sachbuch des Spiegel und war 18 Wochen lang in den Jahren 2012 und 2013 auf dem Platz 1 der Spiegel-Bestsellerliste.
Das Buch ist für Matthias Matussek (Der Spiegel, 22. Oktober 2012) das „Porträt einer apokalyptischen Übergangszeit“. Der Kulturjournalist sieht darin „ein brillantes Spiel aus Originalzitaten und Nachzeichnungen“, ein „Abenteuer der Gegenwärtigkeit“.
Claudius Seidl behauptet in der Sonntagsausgabe der Frankfurter Allgemeinen Zeitung vom 21. Oktober 2012, dass das Buch „absolut kein Werk der Beunruhigung und der apokalyptischen Ängste“ sei, sondern „ein Text der Freude, was schon daran liegt, dass Illies, wie Illies’ Leser wissen, einen notorisch gutgelaunten Stil schreibt“.
Ulrich Weinzierl (Die Welt) hält 1913 für „ein vorzügliches, ein faszinierendes Buch“ und seine Kollegin Mara Delius erkennt an, dass das Werk Anlass zu einer „intellektuellen Zeitdiagnostik“ biete.
In der Süddeutschen Zeitung attestiert Gustav Seibt Florian Illies „enormen Fleiß und großes Geschick“ und bezeichnet das Buch als „schönes Lesebuch“ und als „gewaltigen Teaser, der Lust darauf macht, sich mit den Hervorbringungen dieser schöpferischsten Phase der noch jungen Moderne zu beschäftigen.“ Sein Fazit: „Vielleicht will uns Florian Illies, der empfindsame Diagnostiker des Zeitgeistes, mit seiner Installation nur eine einfache Wahrheit vor Augen führen: Solche Herrlichkeiten, solcher Reichtum können über Nacht zugrunde gehen, kein Friede, kein Wohlstand ist sicher vor dem Weltkrieg. 1913 wäre dann das opulenteste Buch zur Krise.“
Oliver Pfohlmann von der Neuen Zürcher Zeitung findet, das Buch sei eine „aufregende Textur der Zeit, in die zahlreiche Spannungsfäden gewebt sind“ und die der Autor „souverän und mit grosser Spielfreude“ darstelle.
Der Historiker Hans von Trotha zeigte sich in der Zeit überwältigt von der geballten Materialmenge, die Illies gesammelt, anekdotisch arrangiert und ironisch kommentiert hat. Das Buch sei aber keine historische Analyse, sondern trotz seiner objektiven Faktendichte eine subjektive und feuilletonistische Zusammenstellung, die nicht zuletzt auch auf zahlreiche funkelnde Pointen zugeschnitten sei. Zuweilen sei dabei auf kurzfristige Gefälligkeit hingearbeitet worden. Dennoch bekannte der Rezensent, dass er sich recht gern vom Glanz dieses Arrangements blenden haben lasse.
Guido Westerwelle schrieb: „Eine wunderbare Lektüre! Klug und heiter, immer unterhaltsam, nie banal.“

## Verkaufserfolg
Nach seinem Erscheinen erreichte 1913: Der Sommer des Jahrhunderts bereits am 12. November 2012 Platz 4 der Spiegel-Bestsellerliste in der Kategorie Sachbuch und belegte am 7. Dezember 2012 erstmals den 1. Platz. Das Buch war längere Zeit unter den ersten fünf Plätzen der genannten Bestsellerliste vertreten. Laut Focus verkaufte sich das Buch „über eine Million mal“. Die Zeit schrieb von 460.000 verkauften Exemplaren bis Mai 2014.
2016 wurde 1913: Der Sommer des Jahrhunderts unter der Leitung von Christoph Werner als Puppentheaterstück an den Bühnen Halle aufgeführt.

## Sonstiges
Im Jahr 2018 erschien die ebenfalls von Illies verfasste Fortsetzung 1913: Was ich unbedingt noch erzählen wollte.

## Ausgaben
- Florian Illies: 1913. Der Sommer des Jahrhunderts. S. Fischer, Frankfurt am Main 2012, ISBN 978-3-10-036801-0.
- Florian Illies: 1913. Der Sommer des Jahrhunderts. Hörbuch. Der Audio Verlag, Berlin 2012, 5 CDs, 384 min. (gekürzte Lesung), gelesen von Stephan Schad, ISBN 978-3-86231-206-1.